# Военный переворот в Сомали (1969)
Государственный переворот в Сомали 1969 года был бескровным захватом правительства Сомали 21 октября 1969 года крайне левыми военными из Верховного революционного совета во главе с Мохамедом Сиадом Барре. Сомалийские войска при поддержке танков под командованием Барре штурмовали Могадишо, захватили ключевые правительственные здания и потребовали отставки лидеров страны. Переворот привёл к свержению президента Сомали Моктара Мохамеда Хусейна и премьер-министра Мохамеда Хаджи Ибрагима Эгаля, а также к последующему военному правлению Барре и установлению в Сомали до 1991 года авторитарного правительства.
Возникающий из очень спорных парламентских выборов в марте 1969 года и политической напряжённости, переворот не привёл к политическим репрессиям, вследствие чего Сомали становится виртуальным советским сателлитом вплоть до 1977 года, когда в связи с войной с Эфиопией оно стало союзником Соединённых Штатов. Это был первый успешный переворот после двух предыдущих неудачных попыток в истории Сомали с момента обретения страной независимости девятью годами ранее в 1960 году.

## Предыстория
Сомали стала независимой в 1960 году, образовав Сомалийскую республику из бывшего Итальянского и Британского Сомали. Первыми лидерами новой республики были президент Аден Абдулла Осман Даар и премьер-министр  Мохамед Хаджи Ибрагим Эгаль. Поскольку Сомали состояло из двух недавно объединённых территорий, страна была разделена по многим аспектам, таким как налогообложение, правоохранительная деятельность, правовая система и администрация, однако эти разногласия были в значительной степени разрешены на референдуме 1961 года по новой Конституции, на котором более 90 % избиратели одобрили документ. Конституция, объединившая итальянские и британские колониальные институты, установила парламентскую демократию и была предназначена для создания единой национальной идентичности. 
Несмотря на ратификацию новой конституции, Сомали оставалась глубоко разделённой по этническим, политическим и клановым линиям. В 1961 году на севере Сомали произошло восстание обученных британцами младших армейских офицеров, однако оно было подавлено, в результате чего один офицер был убит. Первые выборы в законодательные органы страны были проведены в 1964 году, и Сомалийская молодёжная лига получила 69 из 123 мест в Национальном собрании. Остальные места в парламенте были поделены между 11 партиями. В 1967 году президентом Сомали был избран Абдирашид Али Шермарке, который с 1960 по 1964 год был премьер-министром государства. В марте 1969 года были проведены еще одни выборы в законодательные органы с участием 64 партий, при этом Сомалийская молодёжная лига была единственной политической партией, имеющей кандидатов в каждом избирательном округе. Количество политических партий было типичным для Сомали из-за большого количества различных кланов и этнических групп, а также того факта, что предварительным условием для участия в выборах было простое спонсорство клана или поддержка 500 избирателей.
Выборы были очень спорными, и Сомалийская молодёжная лига получила ещё большее большинство в парламенте. Обвинения в фальсификации выборов и коррупции были безудержными, и более 25 человек были убиты в результате насилия, связанного с выборами. Среди сомалийцев выросло общее представление о том, что лига становится всё более авторитарной в своём правлении. Это мнение усугублялось тем, что недавно сформированное правительство во главе с премьер-министром Эгалем в значительной степени игнорировало обвинения в мошенничестве и коррупции. Всеобщие волнения и недовольства создали нездоровую политическую ситуацию в стране, которая подготовила почву для октябрьского переворота Сиада Барре и других офицеров. 
Генерал-майор Сиад Барре, бывший офицер итальянской колониальной полиции и член клана дарод, был командующим сомалийской армией и ярым марксистом и националистом. Он стал лидером Верховного революционного совета, группы сомалийских военных и полицейских в ранге от генерал-майора до капитана.

## Переворот

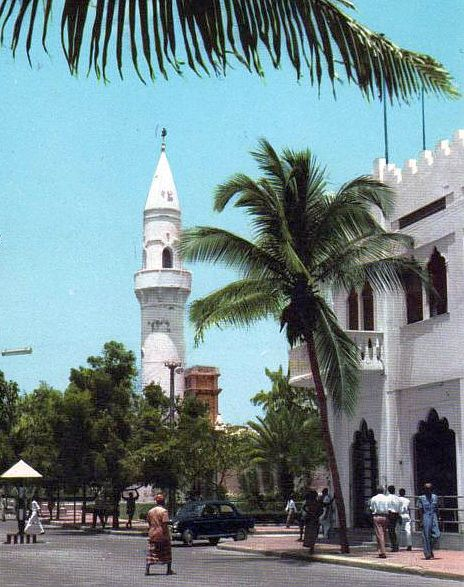
Центр Могадишо в 1963 году

15 октября 1969 года президент Абдирашид Али Шермарк, единственный второй президент Сомали в постколониальную эпоху, был застрелен своим телохранителем из автоматической винтовки, когда он выходил из автомобиля в городе Ласъанод. Его сменил исполняющий обязанности президента Моктар Мохамед Хусейн.
Государственный переворот произошёл рано утром 21 октября 1969 года, как раз на следующий день после похорон покойного президента Шермарка. Войска Вооружённых сил Сомали при поддержке танков и под командованием различных членов Верховного революционного совета заблокировали несколько стратегических объектов в Могадишо, включая здание парламента, министерство информации, радио Могадишо, штаб-квартиру полиции и особняк премьер-министра Эгаля. Крупные правительственные чиновники были похищены и заключены в тюрьму. Во время переворота были арестованы несколько бывших высокопоставленных сомалийских политиков, в том числе бывший президент Аден Адде и бывший премьер-министр Абдираззак Хаджи Хусейн. Оба были заключены под стражу и освобождены только в 1973 году. Премьер-министр Эгаль был заключён в одиночную камеру. Несмотря на захват полицейских зданий в ходе переворота, полиция не сопротивлялась военным и даже сотрудничала с ними. Джама Али Коршел, глава полиции Сомали, был назначен заместителем председателя Верховного революционного совета. 
После того, как силы переворота захватили Радио Могадишо, радиостанция начала транслировать военную музыку как способ передать мотивы лидеров переворота. В своём первом выступлении по радио во время переворота Барре осудил «коррупцию» старого режима и осудил притеснение образованных. Он также объяснил, что, хотя правительство, которое он свергнул, было неумелым и коррумпированным, не все его члены были преступниками, возможно, признавая, что он был частью той самой системы, которую только что свергнул. Верховный революционный совет Барре распустил парламент, Верховный суд и приостановил действие Конституции. 
В 1970 году, через год после переворота, Сиад Барре объявил Сомали социалистическим государством и начал «сомализацию» страны, по сути, грандиозный план по ослаблению клановой лояльности и созданию «послушной сомалийской» страны.

## Последствия

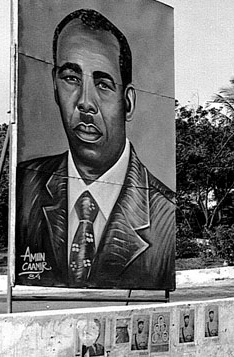
Плакат Сиада Барре в Могадишо

Верховный революционный совет из 25 членов, по сути представлявший собой военную хунту, взял на себя все обязанности государства после переворота, включая президентство, Национальное собрание и Совет министров. Страна была переименована в Сомалийскую Демократическую Республику. Произошла политическая чистка; политические партии были запрещены, бывший премьер-министр Эгаль и несколько других политиков были приговорены к длительным срокам тюремного заключения, а несогласные подверглись преследованиям. В рядах Верховного революционного совета произошла борьба за власть, в результате которой Сиад Барре в конечном итоге стал лидером Сомали. Салаад Габейре Кедийе, которого называли «отцом революции», и Абдулкадир Дхил, высокопоставленный армейский полковник, были публично расстреляны в 1972 году.
Барре, прозванный «победоносным лидером»,  начал вести страну в направлении научного социализма и стремился создать в Сомали общую национальную идентичность, уменьшив роль и влияние различных кланов страны. Кочевники были переселены в сельскохозяйственные общины, была проведена крупная кампания по обучению грамоте, женщинам было предоставлено больше прав, а латинская графика была официально принята для использования в сомалийском языке. С помощью Советского Союза, который предоставил большое количество оборудования и инструкторов, военные расходы страны увеличились и вскоре Сомали стала обладательницей одной из самых мощных вооружённых сил в Африке. Барре пользовался культом личности протяжении 21 года своего правления, ища вдохновения у своих кумиров: Ким Ир Сена и Гамаля Абделя Насера.
Верховный революционный совет был распущен в 1976 году. Барре стал всё более тоталитарным, а нарушения прав человека стали повсеместным явлением в Сомали. В 2001 году Программа развития Организации Объединённых Наций писала, что «21-летний режим Сиада Барре имел один из худших показателей в области прав человека в Африке», при этом режим Барре преследовал и пытал подозреваемых политических диссидентов на протяжении десятилетий.

## Обвинения в причастности СССР
Хотя никаких официальных доказательств в поддержку этой теории представлено не было, подозрения в причастности Советского Союза к перевороту были широко распространены с момента захвата власти в 1969 году. В то время постколониальная Сомали получала большие объемы военной поддержки от СССР, включая автомобили, стрелковое оружие и техническую помощь в виде советников. Кроме того, тысячи сомалийских офицеров были отправлены в Советский Союз для обучения в военных академиях. К тому же, СССР имел в Сомали значительную военно-морскую базу.  Однако после переворота Советский Союз по-прежнему опасался нового режима и казался неуверенным в предпочтительном политическом направлении хунты. Известно, что отделение КГБ в Могадишо было заранее уведомлено о перевороте, а некоторые заговорщики были советскими осведомителями. Согласно документам из архива Митрохина и трудам кембриджского историка Кристофера Эндрю Салаад Габейре Кедие, один из главных соучастников переворота, казнённый в 1972 году, был информатором КГБ под кодовым именем «ОПЕРАТОР».